# JES (Jeugd en stad)
JES is een jeugdorganisatie met hoofdzetel gevestigd in Molenbeek. De vereniging werd opgericht in 1984 als ‘Jeugd en Stad’ en werkte tot 2004 onder die naam. De vzw organiseert activiteiten en projecten voor en door jongeren en wordt door de Vlaamse overheid erkend als landelijke jeugddienst.  Naast creatieve activiteiten biedt men steun bij het zoeken naar werk of school. Er zijn afdelingen in Brussel, Gent en Antwerpen.

## Evolutie
De voorloper van JES werd op 27 november 1984 opgericht onder de naam ‘Jeugd en Stad’, 'als een jeugddienst ter ondersteuning van het Nederlandstalig jeugdwerk in Brussel.' De 'agglomeratievereniging' gold als opvolger van A.N.B.J. (Agglomeratieraad voor de Nederlandstalige Brusselse Jeugd). Het kreeg als opdracht uiteenlopende functies te vervullen:
- platform voor overleg en samenwerking met de Brusselse jeugdverenigingen
- begeleiding van jeugdinitiatieven
- informatie verstrekken
- kadervorming organiseren
- actie-onderzoek doen met het oog op het ontwikkelen van methodieken voor grootstadsjeugdwerk
- draaischijf voor vrijwillige medewerkers in het jeugdwerk
- overleg met het oog op beleidsvoorbereidend werk.

Nik Sercu begon in 1984 alleen, maar door snelle groei moest men in april 1985 verhuizen naar De Vaartkapoen; het jaar eindigde met elf medewerkers. Naast straathoekwerk organiseerde Jeugd en Stad activiteiten in eigen huis en doorheen Molenbeek. Aanvankelijk was het aanbod gericht op vrijetijdsbesteding, vanaf eind jaren tachtig waren er ook projecten die zich richtten op onderwijs, werkervaring en welzijn.

## JES Brussels

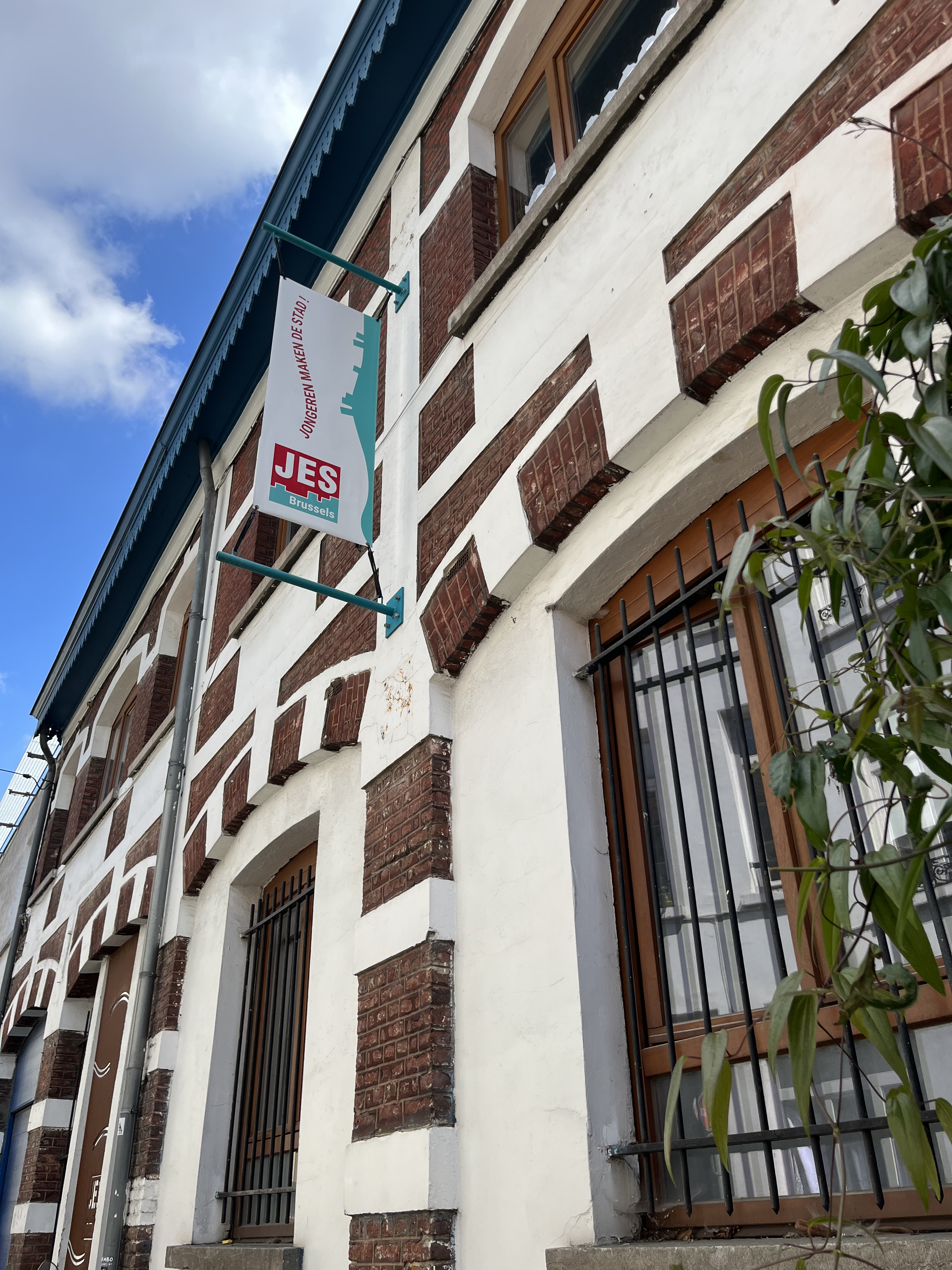
de ingang van het gebouw van JES Brussels in Molenbeek

Anno 2023 is JES Brussels gevestigd aan de Werkhuizenstraat  te Molenbeek. Hun doelpubliek zijn alle jongeren in Brussel. Het hoofdkantoor wordt ‘De Distillerie’ genoemd, naar de distilleerderij van likeur die het gebouw vroeger was. Op deze locatie worden verschillende projecten aangeboden. In De Studio kunnen jongeren aan sociale prijzen een opnamestudio huren. Zo kan de jeugd er samenkomen om aan muziek te werken en binnen een klein budget opnames te maken. In Het Medialab kunnen ze een bijhorende videoclip opnemen.

## JES Antwerpen
JES Antwerpen is gehuisvest in De Branderij te Borgerhout, een voormalige koffiebranderij met magazijnen. Andere vestigingen van JES zijn te vinden in Conforta en Kronenburg Deurne, Luitenant Naeyaertplein te Borgerhout, Luchtbal Antwerpen en Rozemaai te Ekeren.
In 2020 werd onder coördinatie van JES De Droomhut op Spoor Oost gebouwd, een samenwerkingsproject tussen elf organisaties.

## JES Gent
JES Gent situeert zich op Dok Noord in het gebouw De Expeditie in de wijk Sluizeken Tolhuis Ham. Er worden laagdrempelige, maar creatieve workshops aangeboden onder de naam Open lab.

## Activiteiten
JES draagt jaarlijks bij aan zo’n 3.500 vrijetijdsactiviteiten. Sommige jongeren nemen elke week deel aan de JES-werking, maar er zijn ook eenmalige activiteiten, bijvoorbeeld in de muziekstudio. Vele activiteiten vinden ook plaats op locatie, zoals op pleintjes.

## Opleidingen
JES ondersteunt jongeren die moeilijk aansluiting vinden op de arbeidsmarkt of binnen het onderwijs. De jeugdorganisatie coacht veel jongeren naar een passende job of opleiding. In Brussel worden er ook arbeidsmarktgerichte trajecten aangeboden die versterking van competenties beogen. De opleidingen zijn geen officiële vorm van onderwijs maar worden wel erkend bij de VDAB.

## BIG in BXL
BIG in BXL is een festival voor jonge artiesten uit Brussel die hun talenten in de spotlight willen zetten. Het wordt georganiseerd door JES Brussels in samenwerking met de AB en de Beursschouwburg. Het is een van de grootste activiteiten die georganiseerd wordt door het team van JES in Brussel.